# Tipula (Pterelachisus) interposita
Tipula (Pterelachisus) interposita is een tweevleugelige uit de familie langpootmuggen (Tipulidae). De soort komt voor in het Palearctisch gebied.